# Muchtar Abljazov
Muchtar Kabyluly Abljazov (kazašsky Мұхтар Қабылұлы Әблязов; * 16. května 1963 Vannovka, Turkestánská oblast) je kazachstánský podnikatel a politik. Je předsedou nepovolené strany Kazachstánská demokratická volba a od roku 2009 žije v exilu.
V roce 1986 vystudoval Moskevský inženýrsko-fyzikální institut. Po návratu do Kazachstánu začal podnikat – prodával výpočetní techniku 
a pak založil potravinářskou firmu Astana Holding. Od roku 1997 vedl státní energetický monopol KEGOC, v roce 1998 byl jmenován do představenstva finanční společnosti BTA Bank a v roce 1999 i do vedení letecké společnosti Air Kazakhstan. V letech 1998 až 1999 byl ministrem energetiky, průmyslu a obchodu. Patřil k nadějným postavám Nazarbajevova režimu, avšak v roce 2001 založil s dalšími hospodářskými a politickými prominenty Demokratickou volbu, požadující politické reformy a kritizující zkorumpovanost vládnoucího klanu. Roku 2002 byl zatčen a odsouzen za finanční podvody na šest let, ale po deseti měsících byl propuštěn, když slíbil ukončení politických aktivit a uchýlil se do Moskvy. 
Od roku 2005 úspěšně vedl BTA Bank až do vypuknutí velké recese, kdy audit prokázal rozsáhlé nesrovnalosti v účetnictví a banku převzal stát. Abljazov uprchl, od roku 2009 žil ve Velké Británii, pak se skrýval ve Francii, kde byl zadržen v červenci 2013 a uvězněn ve věznici Fleury-Mérogis. V nepřítomnosti byl Abljazov v Kazachstánu odsouzen na dvacet let a ruské úřady požádaly o jeho vydání, což v roce 2016 Conseil d'État zamítla. V září 2020 získal azyl jako politický uprchlík, pak byl ale opět souzen za praní špinavých peněz a v roce 2023 ho Francie vyzvala k opuštění jejího území.. 
Po krachu BTA Bank byl Abljazov obviněn ze zpronevěry šesti miliard dolarů. Je rovněž podezřelý ze zosnování vraždy konkurenčního bankéře Jeržana Tatyševa v roce 2004. Jeho transakce byly zmíněny v dokumentu Paradise Papers. Americký novinář Gary Cartwright o jeho případu napsal knihu Wanted Man: The story of Mukhtar Ablyazov. 
Roku 2017 Abljazov oznámil, že obnovuje činnost Demokratické volby a jeho cílem je nastolit v Kazachstánu liberální politický systém s rozhodující rolí parlamentu. Je aktivní jako politický vlogger, udržuje také spojení s nadací Open Dialogue Foundation. Organizoval protivládní protesty, k nimž došlo při oslavách 79. narozenin Nursultana Nazarbajeva v červenci 2019. Zatýkání osob obviněných ze spojení s Abljazovem následovalo po nepokojích v lednu 2022 i po prezidentských volbách v listopadu 2022. Domácí kazašská opozice však spolupráci s Abljazovem odmítá a označuje jeho protivládní aktivity za pouhou zástěrku pro oligarchovy finanční machinace. 